# Isabel de Celje
Isabel de Celje (en esloveno: Elizabeta Celjska, en húngaro: Cillei Erzsébet; 1441-1455) fue una dama húngara de origen esloveno, hija del conde Ulrico II de Celje. Fue la primera esposa del futuro rey Matías Corvino de Hungría.

## Biografía
Isabel nació en 1441 como la única hija del conde Ulrico II de Celje y de Catalina Branković. Para esta época, Hungría se hallaba sin rey, pues tras la muerte de Alberto de Hungría, su hijo recién nacido, Ladislao V, quedó en manos de regentes. Juan Hunyadi como regente húngaro y Jorge de Podiebrad como regente checo. Alrededor de junio de 1451, el regente húngaro Juan Hunyadi condujo sus tropas contra las del déspota serbio Đurađ Branković, y ocupó numerosas fortalezas a su paso. El 7 de agosto de 1451 se firmó un tratado en Szendrő entre los dos, donde para asegurar su validez, Ladislao Hunyadi, hijo del regente, se fue con Branković como rehén. Por otra parte, Branković contribuyó entonces a que su nieta, Isabel de Celje, fuese comprometida con Matías Corvino, el hijo menor del regente húngaro.
En septiembre de 1453, los nobles húngaros y austríacos decidieron, con la aprobación de Hunyadi y Podiebrad, que Ulrico de Celje era una figura demasiado peligrosa para permitir que se mantuviese como tutor y regente del pequeño rey húngaro Ladislao V. Fue llevado entonces el rey a Praga donde el regente checo Jorge de Podiebrad quedó como rehén. Mientras tanto, Ulrico consiguió acercarse de nuevo a Ladislao V, por lo que continuó la guerra por el poder contra Juan Hunyadi. Los nobles húngaros consiguieron que ambos hiciesen la paz, y decidieron que las familias serían acercadas uniendo en matrimonio a sus hijos. En agosto de 1455 se consumó el matrimonio de Isabel con Matías Corvino. Sólo tres meses después de la ceremonia, Isabel falleció en el castillo de Vajdahunyadvár.